# Pteralbis jolyi
Pteralbis jolyi là một loài ruồi trong họ Asilidae. Pteralbis jolyi được Ayala miêu tả năm 1981. Loài này phân bố ở vùng Tân nhiệt đới.